# Troian, Haskovo
Troian (în bulgară Троян) este un sat în comuna Simeonovgrad, regiunea Haskovo,  Bulgaria.

## Demografie
Componența etnică a satului Troian
     Bulgari (62,55%)
     Nicio identificare (37,44%)
     Altele (0%)
La recensământul din 2011, populația satului Troian era de 243 locuitori. Din punct de vedere etnic, majoritatea locuitorilor (62,55%) erau bulgari. Pentru 37,44% din locuitori nu este cunoscută apartenența etnică.